# Grip Inc.
I Grip Inc. sono un gruppo groove metal statunitense.

## Storia
La band è stata formata nel 1993 dal batterista Dave Lombardo, da poco uscito dagli Slayer, e dal chitarrista Waldemar Sorychta. Finora la formazione ha pubblicato quattro album, riscuotendo un successo modesto. L'ultimo disco uscito è Incorporated (2004) per l'etichetta tedesca SPV GmbH, con la quale sono tuttora sotto contratto. L'improvvisa morte del cantante Gus Chambers a seguito di un mix di alcol e medicinali avvenuta il 13 ottobre 2008, pone forse la parola fine sul progetto. Il batterista Dave Lombardo, dopo essere uscito dagli Slayer, è impegnato anche con i PHILM e i Suicidal Tendencies.

## Formazione

### Ultima formazione
- Dave Lombardo - batteria
- Waldemar Sorychta - chitarra
- Stuart Carruthers - basso

### Ex componenti
- Gus Chambers - voce (1993-2008)
- Stuart Carruthers - basso
- Chaz Grimaldi - basso (1993)
- Bobby Gustafson - chitarra (1993)
- Jason Viebrooks - basso (1995-1997)

## Discografia

### Album in studio
- 1995 - Power of Inner Strength
- 1997 - Nemesis
- 1999 - Solidify
- 2004 - Incorporated

### Demo, singoli ed EP
- 1995 - Demo '95 (demo)
- 1995 - Ostracized (singolo)
- 1999 - Griefless (singolo)
- 2015 - Hostage to Heaven (EP)